# 新富町 (室蘭市)
新富町（しんとみちょう）は北海道室蘭市の地名。新富町一丁目から二丁目の町がある。一丁目のみ住居表示実施済み。郵便番号は051-0005。かつて同名の字が存在した。

## 地理
室蘭市の南部に位置し、北に茶津町、東に母恋北町、南東に母恋南町、南西に舟見町、西に山手町に接し、南は内浦湾に面する。

### 海洋
- 内浦湾

## 地域の特徴
室蘭市の都市計画マスタープランでは蘭西地域に属する。
丘陵地帯であり、北縁を国道36号が、南部を北海道道919号中央東線が東西に走る。

一丁目に日鋼記念病院、社会医療法人母恋 日鋼記念看護学校がある。

## 歴史
古くは乳牛の牧場がある農業地域であった。1911年（明治44年）に日本製鋼所従業員診療に始まった共済会病院が、1916年（大正5年）に日本製鋼所病院と改称、1928年（昭和3年）には一般開放され、1980年（昭和55年）から日鋼記念病院となる。当地はこの病院と共に発展した。

### 地名の由来
1914年（大正3年）に設置された新富町火災予防組合に由来する。

### 沿革
- 1922年（大正11年）4月1日 - 字名改正により札幌通（大字）の一部が新富町（字）となり、札幌通（大字）を廃止[5][6]。
- 1922年（大正11年）8月1日 - 市制施行により室蘭区新富町（字）は室蘭市新富町（字）となる[7]。
- 1965年（昭和40年）5月1日 - 新富町一丁目 - 二丁目新設[5][8]。

### 町名の変遷
| 実施内容          | 実施年月日               | 実施後       | 実施前                                                                |
| ----------------- | ------------------------ | ------------ | --------------------------------------------------------------------- |
| 字名改正          | 1922年（大正11年）4月1日 | 新富町（字） | 札幌通（大字）の小字、 リロマモイ，ポコイ，ポトフリナイ，チヤラツナイ |
| 町名新設 住居表示 | 1965年（昭和40年）5月1日 | 新富町一丁目 | 新富町（字），母恋北町（字）の各一部                                  |
| 町名新設          | 1965年（昭和40年）5月1日 | 新富町二丁目 | 新富町（字）の一部                                                    |

## 世帯数と人口
2023年（令和5年）12月31日現在（室蘭市発表）の世帯数と人口は以下の通りである。
| 町           | 世帯数  | 人口  |
| ------------ | ------- | ----- |
| 新富町一丁目 | 308世帯 | 402人 |
| 新富町二丁目 | 2世帯   | 2人   |
| 計           | 310世帯 | 404人 |

### 人口の変遷
国勢調査による人口の推移。
| 1995年（平成7年）  | 904人 | [ 9 ]  |  |
| 2000年（平成12年） | 866人 | [ 10 ] |  |
| 2005年（平成17年） | 826人 | [ 11 ] |  |
| 2010年（平成22年） | 711人 | [ 12 ] |  |
| 2015年（平成27年） | 696人 | [ 13 ] |  |
| 2020年（令和2年）  | 664人 | [ 14 ] |  |

### 世帯数の変遷
国勢調査による世帯数の推移。
| 1995年（平成7年）  | 463世帯 | [ 9 ]  |  |
| 2000年（平成12年） | 487世帯 | [ 10 ] |  |
| 2005年（平成17年） | 495世帯 | [ 11 ] |  |
| 2010年（平成22年） | 376世帯 | [ 12 ] |  |
| 2015年（平成27年） | 361世帯 | [ 13 ] |  |
| 2020年（令和2年）  | 314世帯 | [ 14 ] |  |

## 学区
市立小・中学校に通う場合、学区は以下の通りとなる。
| 町           | 街区 / 地番 | 小学校               | 中学校             |
| ------------ | ----------- | -------------------- | ------------------ |
| 新富町一丁目 | 全域        | 室蘭市立地球岬小学校 | 室蘭市立星蘭中学校 |
| 新富町二丁目 | 全域        | 室蘭市立地球岬小学校 | 室蘭市立星蘭中学校 |

## 交通

### バス
道南バスが路線バスを運行する。町域の北縁を通る国道36号からその旧道の室蘭市道母恋・東町大通線にかけて、蘭東地区と蘭西地区を結ぶ路線が数多く運行されている。

### 道路
- 国道36号（室蘭新道） ※国道235号との重用区間
  - 母恋出入口が所在する。
- 室蘭市道母恋・東町大通線（都市計画道路3・3・249日の出母恋通、旧国道36号）[16][17]
- 北海道道919号中央東線

## 施設

### 医療施設
- 日鋼記念病院

### 教育施設
- 社会医療法人母恋 日鋼記念看護学校